# Hexalobus callicarpus
Hexalobus callicarpus (Baill.) Cavaco & Keraudren – gatunek rośliny z rodziny flaszowcowatych (Annonaceae Juss.). Występuje endemicznie we wschodniej części Madagaskaru. 

## Morfologia
PokrójZimozielone i zdrewniałe liany dorastające do 8–10 m wysokości. Młode pędy są owłosione.
LiścieNaprzemianległe. Mają podłużnie owalny kształt. Mierzą 9–15 cm długości oraz 4,5–7 cm szerokości. Są skórzaste, owłosione od spodu. Nasada liścia jest sercowata. Blaszka liściowa jest lekko wygięta na brzegu, o krótko spiczastym wierzchołku. Ogonek liściowy jest owłosiony i dorasta do 10 mm długości.
OwocePojedyncze mają cylindryczny kształt, zebrane po 5 w owoc zbiorowy. Są lekko owłosione, osadzone na krótkich szypułkach. Osiągają 7 cm długości i 3 cm szerokości.

## Biologia i ekologia
Rośnie w lasach. Występuje na wysokości około 900 m n.p.m.